# Clodoaldo Tavares de Santana
Clodoaldo Tavares de Santana, beter bekend als kortweg Clodoaldo (Itabaiana, 25 september 1949) is een Braziliaans voormalig voetballer. Door velen beschouwd als een van de beste verdedigende middenvelders aller tijden. Hij stond bekend als een bekwame middenvelder, die snel en sterk was. Hij speelde even goed in de aanval als in de verdediging, beschikte over goede dribbelvaardigheden om de tegenstander te verslaan en gaf veel assists. Hij was een spelmaker en beschikte over een goed passvermogen. Hij stond ook bekend om zijn positionering en uithoudingsvermogen.

## Biografie

### Clubcarrière
Clodoaldo speelde samen met veel van zijn jeugdidolen. Hij was een Santista sinds zijn kindertijd en begon zijn carrière in Vila Belmiro op dertienjarige leeftijd, toen hij begon te werken in de jeugdcategorieën van de club.
Clodoaldo wordt door velen beschouwd als een vaardige middenvelder, die aan beide kanten van het veld goed scoorde en de aanval efficiënt ondersteunde. Hij speelde het grootste deel van zijn carrière bij Santos, waar hij dertien doelpunten scoorde in 510 wedstrijden. Zijn eerste wedstrijden voor het eerste elftal van Santos, in 1966, waren tijdens een tournee door Zuid-Amerika. Al in 1967, op slechts zeventienjarige leeftijd, werd hij de starter van het team door Zito te vervangen. In de dertien jaar dat hij voor Santos speelde, hielp Clodoaldo Santos vijf Paulista-kampioenschappen te winnen: (1967, 1968, 1969, 1973 en 1978 kampioenschap), het Braziliaanse kampioenschap van 1968, de Intercontinental Champions Supercopa Sudamericana van 1968 en de Intercontinental Champions Cup van 1968. Hij werd beschouwd als een van de meest succesvolle voetballers.

### Internationale carrière
Clodoaldo maakte zijn debuut voor het nationale team in 1969. Hij werd opgeroepen voor het WK 1970, hij was starter en kampioen, in de halve finale tegen buurland Uruguay scoorde hij de gelijkmaker, later scoorden Jairzinho en Roberto Rivellino de winnende doelen. In de finale droeg hij bij aan het beroemde doelpunt van Carlos Alberto Torres door langs vier Italiaanse spelers te dribbelen, wat de 4-1 overwinning op het bord zette. In de volgende editie, in 1974, eindigde hij vanwege een blessure vóór de definitieve lijst met inschrijvingen, en middenvelder Mirandinha verving hem.
1 Félix ·
2 Brito ·
3 Piazza ·
4 Carlos Alberto  ·
5 Clodoaldo ·
6 Marco Antônio ·
7 Jairzinho ·
8 Gérson ·
9 Tostão ·
10 Pelé ·
11 Rivellino ·
12 Stinghen ·
13 Roberto ·
14 Baldocchi ·
15 Fontana ·
16 Everaldo ·
17 Joel ·
18 Paulo Cézar Caju ·
19 Edu ·
20 Dario ·
21 Zé Maria ·
22 Leão ·
Coach: Zagallo